# Irgendwo Anders
Irgendwo Anders  (do alemão, Em qualquer outro lugar) é o sexto single da banda Jennifer Rostock e o segundo single do álbum Der Film.
O single não conseguiu atingir o top 100 das paradas de sucesso na Alemanha.

## Vídeo
O Vídeo de Irgendwo Anders retrata os acontecimentos 6 meses depois dos que foram mostrados no vídeo de Du willst mir an die Wäsche.Agora cada integrante da banda luta para sobreviver no mundo real.É mostrado uma discussão entre Jennifer Weist e um homem.Em uma outra localidade a heroína,interpretada por Jennifer Weist, tem as mesmas reações que ocorrem durante a discussão.

## Faixas[3]
| N.º            | Título                                         | Compositor(es)                         | Duração |  |
| 1.             | "Irgendwo Anders"                              | Jennifer Weist, Johannes Walter Müller | 3:46    |  |
| 2.             | "Irgendwo Anders" (Akustik Version)            |                                        | 2:27    |  |
| 3.             | "Irgendwo Anders" (Radar Radar Remix)          |                                        | 4:38    |  |
| 4.             | "Irgendwo Anders" (Itboy! Itboy! Itboy! Remix) |                                        | 6:33    |  |
| 5.             | "Irgendwo Anders" (Seelenluft Remix)           |                                        | 5:05    |  |
| 6.             | "Irgendwo Anders" (Vídeo)                      |                                        | 3:55    |  |
| Duração total: | Duração total:                                 | Duração total:                         | 22:42   |  |